# Bodum
Bodum AG er en schweizisk (oprindelig dansk) producent af køkkenudstyr og service, der blev grundlagt i 1944 i København af Peter Bodum. Virksomheden, der stadig er 100% familieejet, har i dag hovedsæde i Triengen, Schweiz. Det skandinaviske hovedsæde er beliggende i Humlebæk. Produktionen foregår i Portugal. På verdensplan beskæftiger Bodum cirka 700 ansatte.

## Historie
Oprindeligt var Bodum en grossistvirksomhed, der solgte danskfremstillet køkkenudstyr og senere østeuropæiske glasartikler, men siden lanceringen af vakuum-kaffebryggeren Santos i 1958 har virksomheden selv designet og produceret sortimentet, der siden har været designet af arkitekter samt industrielle og grafiske designere.
Efter Peter Bodums død i 1967 blev virksomheden overtaget af hans enke, indtil sønnen Jørgen Bodum i 1974 blev direktør. Samme år lanceredes den første stempelkande, Bistro. Den og senere modeller er fremstillet i over 140 mio. eksemplarer og har gjort Bodum til verdens førende producent af stempelkander.[kilde mangler]
Virksomheden flyttede til Schweiz i begyndelsen af 1980'erne. Med åbningen af en butik i London i 1986 påbegyndtes en udvikling, der gjorde varemærket stadig mere internationalt. Succesen med stempelkanden blev overført til tebrygning i 1991, da man for British Tea Council udviklede Assam-tepotten. Med overtagelsen af svenske Ordning&Reda i 2003 udvidedes sortimentet med papirvarer. Indtil 2009 havde Bodum en såkaldt flagskibsforretning på Østergade på Strøget i København. I april 2011 åbnede Bodum/Ordning & Reda butik i Tivoli.
Bodum har fået adskillige priser for sit design.

## Konflikter
Virksomheden forsøgte at registrere "French Press" som et registreret varemærke i flere lande, men det lykkedes ikke i USA og i Canada blev retten trukket tilbage i december 2012.